# Wail
Wail település Franciaországban, Pas-de-Calais megyében. Lakosainak száma 253 fő (2022. január 1.). Wail Quœux-Haut-Maînil, Fillièvres, Galametz, Vacqueriette-Erquières, Vieil-Hesdin és Willeman községekkel határos.

## Népesség
A település népessége az elmúlt években az alábbi módon változott:
| Lakosok száma | 555  | 501  | 505  | 478  | 360  | 339  | 265  | 276  | 262  | 253  |
|               | 1793 | 1836 | 1866 | 1891 | 1921 | 1962 | 1999 | 2010 | 2017 | 2022 |